# Rhyacophila shakangpa
Rhyacophila shakangpa är en nattsländeart som beskrevs av Schmid 1970. Rhyacophila shakangpa ingår i släktet Rhyacophila och familjen rovnattsländor. Inga underarter finns listade i Catalogue of Life.